# Fop Smit

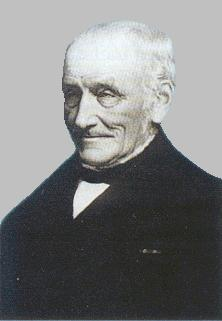
Fop Smit

Fop Smit (* 11. Oktober 1777 in Alblasserdam; † 25. August 1866 in Nieuw-Lekkerland) war ein niederländischer Reeder und Schiffbau-Unternehmer. Er war der Gründer der Firma Smit Internationale, welche 1842 mit einem Dampfschlepper ihren Dienst aufnahm. Gegenwärtig  hat die Firma einen Umsatz von 470,3 Millionen Euro (2006).

## Verschiedenes
1838 baute Fop Smit aus Kinderdijk sein erstes Schiff für den Dienst in Niederländisch Ostindien. Vier Jahre später baute er einen Dampfschlepper, um den Schleppdienst zwischen Helvoet, Brouwershaven, Dordrecht und der Nordsee im Auftrag einiger Reeder und Versicherer durchführen zu können. 
Die Firma richtete sich stets mehr auf den Schleppdienst aus und baute im Laufe der Jahre eine große Anzahl an Schleppern. 1900 wird Internationale Sleepdienst eingerichtet.
1847 wird im Auftrag des Reeder Willem Ruys die Brigantine Industrie bei Fop Smit in Kinderdijk gebaut. Es war das erste eiserne Segelschiff, das in den Niederlanden gebaut wurde. 
1853 baute Fop Smit den ersten eisernen Klipper, die California, ein Schiff von 663 Tonnen für die Reederei Louis Bienfait & Zn. Auf der ersten Fahrt fuhr Kapitän Jaski in 86 Tagen von Duins nach Port Adelaide. Andere bekannte Klipper waren die Kosmopoliet II (gebaut 1862) und die Noach I bis VI. Die Noach I fuhr in 65 Tagen von Anjer durch die Sundastraße bis The Lizard im Ärmelkanal.

## Familie
Smit heiratete am 29. Juni 1806 in Alblasserdam Jannigje Pieterse Mak. Er war der Sohn von Jan Foppe Smit und Marijge Ceele. Das Grab der Familie Smit liegt am Lekdijk in Nieuw-Lekkerland.
| Personendaten    | Personendaten                                     |
| ---------------- | ------------------------------------------------- |
| NAME             | Smit, Fop                                         |
| KURZBESCHREIBUNG | niederländischer Reeder und Schiffbau-Unternehmer |
| GEBURTSDATUM     | 11. Oktober 1777                                  |
| GEBURTSORT       | Alblasserdam                                      |
| STERBEDATUM      | 25. August 1866                                   |
| STERBEORT        | Nieuw-Lekkerland                                  |